# To Catch a Dollar
To Catch a Dollar: Muhammad Yunus Banks on America — документальный фильм 2010 года, режиссером и продюсером которого стал Гейл Ферраро (англ. Gayle Ferraro), о текущей компании против бедности во всем мире, которая проводится лауреатом Нобелевской премии мира 2006 года.
Фильм затрагивает начало работы Grameen Bank в 1970-х годах, затем фокусируется на начале работы Grameen America’s в США, особенно на запуске первых программ в Куинс, Нью-Йорк, в 2008 году. В название ленты вынесена фраза Мухаммада Юнуса, произнесенная по ходу фильма: «В мире, где вам нужен доллар, чтобы поймать доллар, вы должны иметь что-то, чтобы помочь людям подняться снизу вверх»".
Премьера фильма состоялась в 2010 году на кинофестивале «Сандэнс». Ожидалось, что его покажут в Нью-Йорке и Лос-Анджелесе в начале 2011 года и затем фильм выйдет в релиз на территории Соединенных Штатов и за границей.

## Краткое изложение
Фильм сфокусирован на работе Шах Ниваз (англ. Shah Newaz), который был управляющим Grameen Bank на протяжении долгого времени, и Алетии Мендез (англ. Alethia Mendez), руководителя американского центра Grameen, так как они проходят процесс успешного создания программ Grameen America в Куинс, Нью-Йорк. Фильм рассказывает про истории первых клиентов Grameen America — женщин, живущих за чертой бедности, которые работают над созданием таких предприятий, как парикмахерская или пекарня. Демонстрируется работа Ниваз и Мендес в маленьком офисе и групповые встречи, которые проводятся в домах людей, поскольку групповые собрания являются одним из основных элементов модели кредитования Grameen Bank.
Юнус, бывший участник программы Фулбрайта для Бангладеш, известен по разработке концепции микрокредитования, выдаче мелких займов предпринимателям без залогового обеспечения для получения традиционных банковских кредитов. Его концепция микрокредитования и желание уменьшить численность людей, которые живут в нищете, привели к созданию банка Grameen для поддержки людей в Бангладеш, а затем и Grameen Foundation для обслуживания людей на международном уровне. Юнус стал соучредителем организации Grameen America, которая была открыта в январе 2008 года с миссией «способствовать созданию мира, свободного от бедности». В июне 2010 года, Grameen America сообщила, что выдала кредиты на сумму 2,4 миллионов долларов США для 2,002 заемщиков и поддержала темпы погашения долга в размере 99 %.